# Geronimo Pratt
Elmer G. „Geronimo“ Pratt (* 13. September 1947 in Morgan City; † 2. Juni 2011 in Tansania), auch bekannt als Geronimo ji-Jaga, war ein führendes Mitglied der Black Panther Party in Los Angeles. Nach der Ermordung von Bunchy Carter am 17. Januar 1969 wurde er zum Verteidigungsminister der Organisation ernannt. Pratt wurde im August 1970 in Zusammenhang mit der Auseinandersetzung mit Eldridge Cleaver von Huey Newton aus der Partei ausgeschlossen.

## Jugend
Pratt wuchs in Louisiana auf. Er trat mit 17 Jahren in die Armee ein und diente von 1965 bis 1966 im Vietnam-Krieg. Später kam er über die GI Bill nach Los Angeles, wo er sich an der Universität einschrieb.

## Der Mord an Caroline Olson
Ende 1970 wurde Pratt festgenommen und des Mordes und Kidnapping an Caroline Olson angeklagt. Die Grundschullehrerin war am 18. Dezember 1968 während eines Raubüberfalls auf einem Tennisplatz in Santa Monica erschossen worden. Olson’s Ehemann überlebte die Schüsse und identifizierte zuerst einen anderen Mann als Täter. Julio Butler, ein Black Panther und Polizeiinformant, wies auf Geronimo Pratt als den Mörder. Mittlerweile gilt es als belegt, dass Pratts Inhaftierung vom FBI orchestriert war und Teil des Verschwörungsprogramm COINTELPRO gegen die Black Power Bewegung war.
Pratt hat niemals ein Geständnis abgelegt. Während seiner Haftzeit studierte er Recht und arbeitete an seiner Verteidigung. Mit den Anwälten Stuart Hanlon und Johnnie L. Cochran an seiner Seite wurde die Anklage schließlich am 10. Juni 1997 fallengelassen. Der Richter attestierte ihm, ein unfaires Verfahren bekommen zu haben. Er wurde 1997 entlassen. Im April 2000 schloss er einen Vergleich, der ihm eine Entschädigung in Höhe von $4.5 Millionen zusprach.
Pratt arbeitete zuletzt für Inhaftierte und neben seiner Arbeit für die Kuji Foundation Inc.